# 威廉一世 (埃諾)
威廉一世（法語：Guillaume Ier de Hainaut，1286年—1337年6月7日
），埃諾伯爵、荷蘭伯爵（稱威廉三世），1304年至1337年在位。

## 家庭
1305年，威廉一世與瓦盧瓦的讓娜結婚，兩人共有1子3女：
1. 威廉二世（1307年—1345年），埃諾、荷蘭伯爵
2. 瑪格麗特（1311年—1356年），神聖羅馬皇后
3. 菲莉琶（約1312年—1369年），英格蘭王后
4. 讓娜（1315年—1374年），於利希公爵夫人